# Emanuel Severin
Viktor Emanuel Severin (russisch Виктор Эмануэль Северин, transkribiert Wiktor Emanuel Sewerin; * 17. Dezemberjul. / 29. Dezember 1842greg. in Sankt Petersburg; † 5. Septemberjul. / 18. September 1907greg. ebenda) war ein deutschstämmiger Kinderchirurg und kaiserlich russischer Geheimrat in Sankt Petersburg.

## Leben

### Herkunft und Familie
Emanuel Severin war ein Großneffe von Carl Theodor Severin (1763–1836) und Ludwig Severin (1776–1832), entstammte also einer bürgerlichen Familie Severin, die in Bochum im 16. Jahrhundert ihren Anfang nimmt. Sein Vater Georg Ludwig Ferdinand Severin (1796–1837) war gebürtig in Lübeck und begab sich als Kaufmann nach Sankt Petersburg, seine Mutter war Elisabeth Christiane Netzer (1803–1885). Beide Eltern starben in Sankt Petersburg. Sein älterer Bruder Friedrich Arnold Severin (1832–1875) war ebenda Agronom.
Emanuel Severin vermählte sich am 1874 in Wiborg mit Karoline Auguste Hertzwich († nach 1912). Aus der Ehe gingen zwei Söhne, Georg Alexander Humbert Severin († 1944), ebenfalls Wirklicher Staatsrat, ⚭ 1905 Helene Svenske und Arnold Alexander Theodor Severin (* 1878), Kapitän 2. Ranges der kaiserlichen Marine ⚭ 1907 Valentina Tjubeava, sowie eine Tochter, Elisabeth Emilie Karoline Severin ⚭ 1901 Wilhelm von Helmersen (* 1873), Kammerjunker und Angestellter am Ministerium des Kaiserlichen Hofes, hervor.

### Werdegang
Severin begann seine Ausbildung 1855 bis 1859 an der Annenschule in Sankt Petersburg, besuchte anschließend das Gymnasium in Zittau und studierte dann in den Jahren 1862 bis 1870 Chemie und Medizin an der Kaiserlichen Universität Dorpat. Sein Studium schloss er mit dem akademischen Grad Dr. med. ab. 1871 war er Volontär, 1872 bis 1874 Assistent und noch 1874 Ordinator am Oldenburger-Kinder-Hospital. Ab 1874 amtierte er als ältester ordinierender Chirurg am Nikolai-Kinder-Hospital in Sankt Petersburg. Ebenfalls 1874 übernahm er auch die Stelle des Schularztes am Wiedemann Gymnasium in Sankt Petersburg. 1905 nahm er den Abschied von seinen beruflichen Verantwortlichkeiten.
Er wurde 1888 Wirklicher Staatsrat, was ihn nach der russischen Rangtabelle automatisch in den erblichen Adelstand versetzte – für einen Mediziner, zumal Kinderchirurg eine damalige große und seltene Ehre. Später stieg er noch in den Rang eines Geheimrats auf. Ab 1875 war er auch Mitglied der Vereinigung Sankt Petersburger Ärzte.